# Großer Zapfenstreich

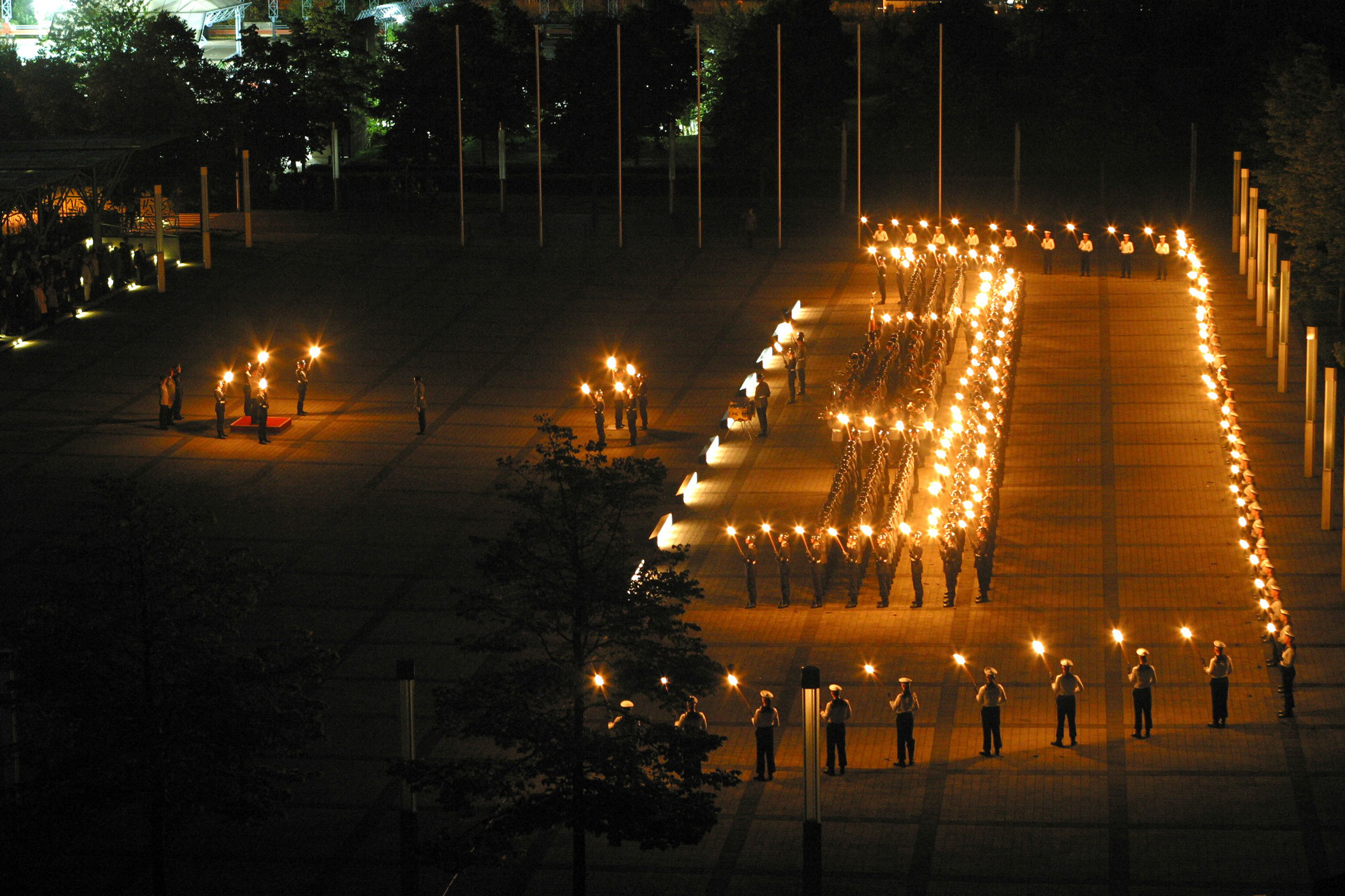
Soldats du Wachbataillon de la Bundeswehr exécutant un Großer Zapfenstreich à Bonn en Allemagne (2002).

Le Großer Zapfenstreich (« Grande retraite aux flambeaux » en français) est une cérémonie militaire célébrée en Allemagne et en Autriche. 
Il est similaire à la cérémonie du Military Tatoo effectuée dans les pays anglophones et reste l'acte de cérémonie le plus important exécuté par les forces armées fédérales allemandes, la Bundeswehr, et par les forces armées fédérales autrichiennes de la Bundesheer.

## Présentation
Le Großer Zapfenstreich n'est exécuté que lors des célébrations nationales et des commémorations publiques solennelles, pour honorer les personnalités présentes lors de ces événements spéciaux. Les exemples sont la cérémonie d'adieu pour un président fédéral allemand, ou à la fin de grands exercices militaires. Il se déroule le soir et consiste en une formation militaire d'au moins une fanfare militaire, deux pelotons de fantassins armés et deux lignes de soldats portant des torches, soit au total environ 400 hommes.

## Histoire
La cérémonie du Zapfenstreich est née dans l'armée comme un signe de la fin des activités quotidiennes sur le terrain et en garnison. Le terme a été mentionné pour la première fois en 1596. Le major saxon Hans von Fleming décrit pour la première fois en détail cette coutume militaire dans son livre Der vollkommene deutsche Soldat (Le Parfait Soldat allemand, 1726). Le Zapfenstreich était un signal de trompette pour mettre fin à la vente d'alcool dans les quartiers militaires et pour se préparer à l'extinction des feux. Pour souligner cet ordre, le sergent-major traversa le camp militaire et frappa les robinets des tonneaux avec un bâton. Le mot Zapfenstreich est similaire au tap toe néerlandais, d'où vient le mot anglais tattoo. Comme la cérémonie militaire anglaise, le Zapfenstreich signifie l'achèvement du travail de la journée.
Cette cérémonie existe en Allemagne sous sa forme actuelle depuis 1838 et se déroule nécessairement au crépuscule, à la lumière des flambeaux. Elle s’ouvre et se conclut par un défilé militaire. Entre les deux, elle se compose de plusieurs morceaux de musique, dont l’hymne national. 
Originaire de l'Allemagne de l’Est, Angela Merkel a demandé, parmi d'autres musiques qui furent interprétées par la fanfare militaire, le succès punk de Nina Hagen « Du hast den Farbfilm vergessen » (« Tu as oublié le film en couleur ») écrit en 1974, une chanson qui évoque la monotonie de la vie en RDA.

## Composition

### Allemagne de l'Ouest / Allemagne (1952-53-présent)

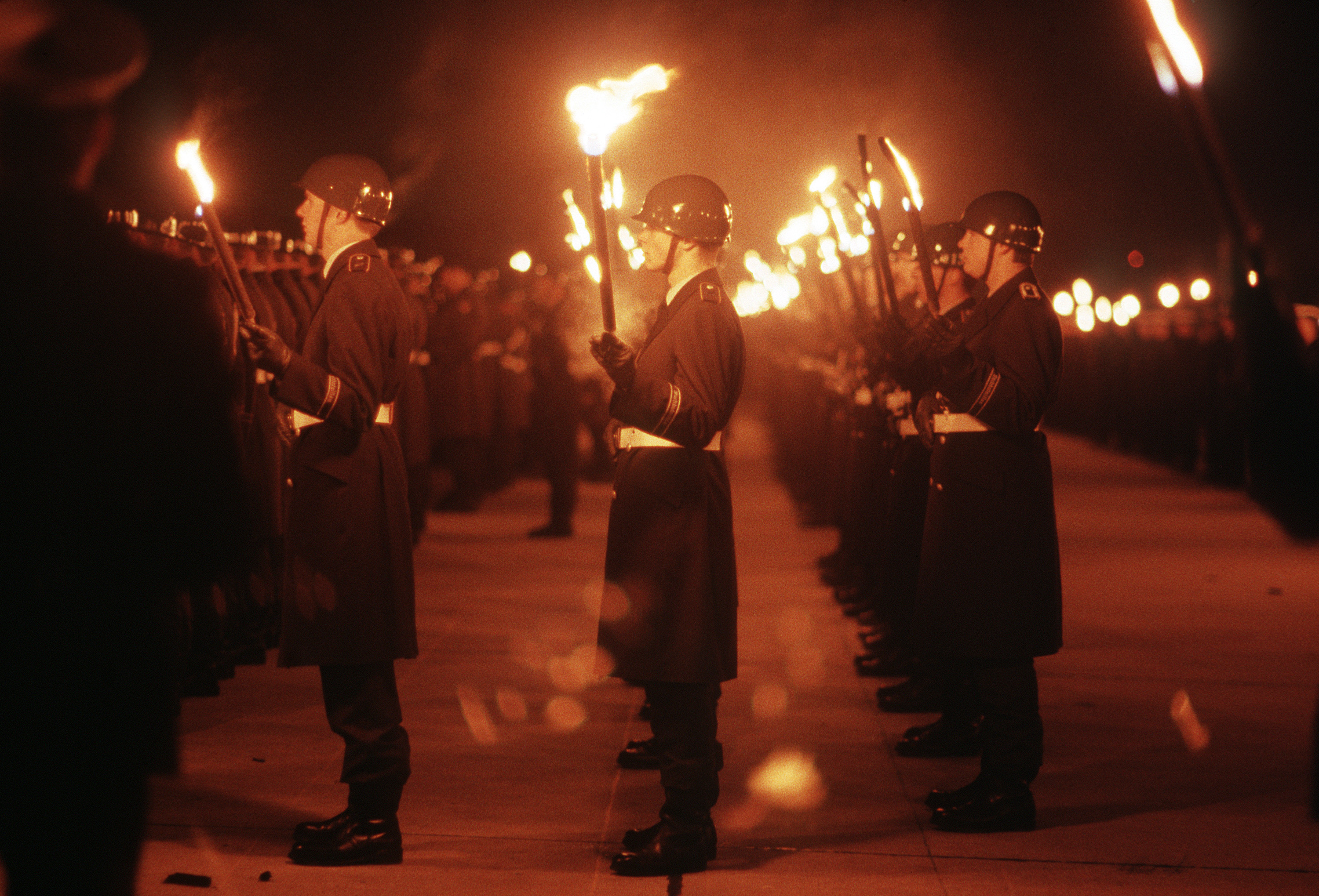
Cérémonie du Grosser Zapfenstreich en RFA, le 1er avril 1987

- Orchestre du personnel de la Bundeswehr (avec 4 trompettistes fanfare et timbales)
- Corps de tambours
- Deux pelotons d'escorte de la Bundeswehr Wachbataillon ou d'une autre unité suppléée de la Bundeswehr
- Porteurs de flambeau (s'ils sont issus du Wachbataillon, les uniformes de la Luftwaffe sont portés)
- Perlenkette (porteurs de torches formant une rangée et portant des uniformes de la marine s'ils sont issus du Wachbataillon)

### Allemagne de l'Est(RDA) (1962–89)
- Bande centrale de la Nationale Volksarmee (avec section de fanfare et deux timbales)
- Corps de tambours
- Bataillon d'honneur du Régiment de la garde Friedrich Engels de l'Armée nationale populaire
- Compagnie des marins de la Volksmarine
- Colorguard de la Nationale Volksarmee
- Les relayeurs

### Autriche
- Gardemusik Wien (à Vienne) ou tout groupe régional des forces armées autrichiennes
- Deux compagnies d'escorte des forces armées autrichiennes
- Fête des couleurs
- Les relayeurs

### Exemple historique
Le jeudi 2 décembre 2021, la chancelière d'Allemagne, Angela Merkel sur le départ (après 16 ans de gouvernement) a reçu les honneurs de la cérémonie militaire du Grosser Zapfenstreich. La fanfare joua trois chansons de son choix.

## Critique
Il y a eu des appels à l'abolition du Großer Zapfenstreich. Le politicien bien connu Hans Koschnick du Parti social-démocrate l'a qualifié de "prédémocratique" et "obsolète". En 1996, le Parti du socialisme démocratique et le Parti vert ont demandé en vain l'abolition de la cérémonie, ou du moins de la prière.